# كلية العلوم جامعة الأزهر بأسيوط
كلية العلوم جامعة الأزهر فرع أسيوط هي إحدى كليات جامعة الأزهر فرع أسيوط، أنشأت عام 1982 وبدأت الدراسة بها عام 1989.

## نبذة عن الكلية
تم تأسيس كلية العلوم جامعة الأزهر فرع أسيوط بقرار رئيس الوزراء رقم 1203 لسنة 1982. بدأت الدراسة بالكلية عام 1989بعدد 54 طالباً في شعبة واحدة (الكيمياء - الفيزياء) ويبلغ عدد الطلاب حالياً ما يقرب من 2000 طالباً في شعب مختلفة ويعمل بالكلية عدد 112 من أعضاء هيئة التدريس وعدد 129 من المدرسين المساعدين والمعيدين. حيث ضمت الكلية ستة أقسام أكاديمية هي الكيمياء - الفيزياء - الرياضيات - النبات والميكروبيولوجي- علم الحيوان وعلوم البحار - الجيولوجيا.

### رؤية الكلية
أن تحتل الكلية مكانا متميزا بين كليات العلوم المناظرة محليا وإقليمياً. وأن تكون الكلية رائدة في العلوم الأساسية وتطبيقاتها تدريسا وبحثا علميا، بما يعزز قدرتها التنافسية محليا وإقليميا وعالميا. وأن تقدم للمجتمع خريجا متميزا يكون منافسا في المحافل الإقليمية الدولية.

### رسالة الكلية
توفر الكلية فرصة التعليم واكتساب المهارات العملية لأبنائها الطلاب لإعداد خريج ذي درجة عالية من الكفاءة العلمية والبحثية بما يحقق احتياجات سوق العمل وخدمة المجتمع مع الالتزام بالأخلاقيات المهنية.
تتيح الكلية للخريجين مواصلة اكتساب المهارات المعرفية والتقنية الحديثة من خلال رسائل ماجستير ودكتوراه في مجالات تؤدي إلى تنمية كوادرها العلمية ودعم قدراته.
تدعم الكلية التواصل في بيئتها الداخلية بين أعضاء هيئة التدريس والطلاب والإداريين من خلال نشاطها الطلابي والثقافي والاجتماعي. وتلتزم الكلية بتلبية احتياجات بيئتها الخارجية بالمشاركة المجتمعية بين كوادرها البشرية المتميزة وأصحاب المصالح وبالتفاعل مع المؤسسات العلمية على المستوى القومي والإقليمي والعالمي.

### أهداف الكلية
- المساهمة الفعالة في تأهيل جيل من الخريجين في مختلف العلوم الأساسية، وكذلك الاستجابة الفعالة للاحتياجات المتغيرة.
- أن تكون نموذجا متطورا لكليات العلوم بما يتماشى مع متطلبات العصر، وتطوير البرامج التعليمية وتحسين جودتها.
- إثراء المعارف والأبحاث العلمية ونشرها في المجلات العلمية المتخصصة ذات المستوى العالمي.
- إيجاد روابط وثيقة مع القطاع الصناعي المحلي والإقليمي ومؤسسات الخدمة العامة بهدف رفع المستوى الاجتماعي والاقتصادي للمواطن المصري

## نظام الدراسة بالكلية
مدة الدراسة بالكلية أربع سنوات وتمنح الكلية درجة البكالوريوس في العلوم في تخصص كيمياء خاصة - فيزياء خاص- رياضة خاصة - نبات خاص - علم الحيوان خاص - بحار وأسماك – ميكروبيولوجي - جيولوجيا، كما تمنح الكلية درجة الماجستير في تخصص الكيمياء - الفيزياء - الرياضيات - النبات - علم الحيوان - الجيولوجيا، كما تمنح الكلية درجة الدكتوراه في تخصص الكيمياء - الفيزياء - الرياضيات - النبات - علم الحيوان - الجيولوجيا والكلية بصدد وضع خطط للدراسات العليا في الأقسام الأخرى حالياً. كما يوجد بالكلية عدد من المعامل العلمية المجهزة بأحدث الأجهزة البحثية والتدريسية كما يوجد استراحة لأعضاء هيئة التدريس وتهدف الكلية إلى إعداد خريجين مؤهلين في العلوم الأساسية تأهيلاً عالياً للعمل في القطاعين العام والخاص. والاهتمام بالدراسات العليا وتشجيع البحث العلمي. وتقوم الكلية بتدريس العلوم الأساسية لكافة طلبة الجامعة، كما تقدم الاستشارات الأكاديمية والعلمية والبحوث العلمية المبتكرة. كما أرسلت الكلية العديد من أبنائها في بعثات خارجية ومهمات علمية للحصول على الدرجات العلمية المختلقة من دول متقدمة أثرت بشكل واضح في المستوى الأكاديمي للكلية وحصل العديد من أبناء الكلية على جوائز تميز وتقدير من الدولة.